# Xã Pembina, Quận Pembina, Bắc Dakota
Xã Pembina (tiếng Anh: Pembina Township) là một xã thuộc quận Pembina, tiểu bang Bắc Dakota, Hoa Kỳ. Năm 2010, dân số của xã này là 82 người.